# Ronnochi Sawangpong
Ronnochi Sawangpong – tajski zapaśnik w stylu wolnym i klasycznym.
Brązowy medalista igrzysk Azji Południowo-Wschodniej w 1997. Siódmy na igrzyskach azjatyckich w 1998. Drugi i trzeci w Pucharze Azji i Oceanii w 1998 roku.